# Volvariella bombycina
Volvariella bombycina (Schaeff.) Singer, Lilloa 22: 401 (1951) [1949].
La Volvariella bombycina è un fungo basidiomicete appartenente alla famiglia Pluteaceae.
Nonostante si tratti di una specie un po' rara, in alcune zone d'Italia è reperibile senza grandi difficoltà.

## Descrizione della specie

### Cappello
Da ovoidale a convesso, bianco, poi ocraceo, ricoperto di fibrille e squame più scure, generalmente umbonato, da 5 a 20 cm di diametro.

### Gambo
7-10 x 0,5-2 cm, slanciato, robusto, carnoso, con la base del piede bulbosa, bianco e liscio.

### Lamelle
Fitte, libere al gambo, da biancastre a rosee e poi brunastre.

### Volva
Ampia e alta, brunastra.

### Carne
Tenera e bianca.
- Odore: leggero di rape, a volte spermatico, gradevole.
- Sapore: gradevole, contrariamente ad altre specie dello stesso genere.

### Spore
Rosa-ocracee in massa, ellittiche, lisce, 7-10 x 5-6 µm.

## Habitat
Specie abbastanza rara, fruttifica su legno di latifoglie in decomposizione, in estate-autunno. 

## Commestibilità
Discreta, previa cottura; consigliabile consumarla nel misto. Di sospetta tossicità se consumata cruda o poco cotta.
Attenzione!data la sua rarità si raccomanda di non raccoglierla!
Sicuramente una delle specie più belle e rappresentative del vasto regno dei funghi.

## Etimologia
Il nome deriva dal latino bombix = baco da seta, per la presenza delle ornamentazioni setacee sul cappello.

## Sinonimi e binomi obsoleti
- Agaricus bombycinus Schaeff., Fungorum qui in Bavaria et Palatinatu circa Ratisbonam nascuntur 4: 42 (1774)
- Volvaria bombycina (Pers.) P. Kumm., Führer Pilzk.: 99 (1871)